# Derek Hales
Derek David Hales (* 15. Dezember 1951 in Lower Halstow) ist ein ehemaliger englischer Fußballspieler.

## Sportlicher Werdegang
Hales machte seine ersten Schritte im Erwachsenenbereich beim FC Dartford im Non-League football, ehe er 1972 zu Luton Town stieß. Beim seinerzeitigen Zweitdivisionär kam er jedoch nicht über die Rolle des Ergänzungsspielers hinaus und schloss sich daher im Sommer 1973 dem in die Third Division abgestiegenen Londoner Klub Charlton Athletic an. Dort bildete er in den folgenden Jahren insbesondere mit Arthur Horsfield ein Sturmduo, dass den Klub am Ende der Drittligasaison 1974/75 als Tabellendritten hinter den Blackburn Rovers und Plymouth Argyle zum Wiederaufstieg führte. Mit 28 Saisontoren in der Zweitligaspielzeit 1975/76 war er maßgeblich am Erreichen des neunten Tabellenplatzes beteiligt, zudem krönte er sich zum Zweitligatorschützenkönig.
Hales wechselte im Sommer 1976 zu Derby County in die First Division. Unter dem Neutrainer Colin Murphy, der nach den beiden Meistertrainern Brian Clough und Dave Mackay übernommen hatte, konnte der Klub nicht an die Erfolge aus der ersten Hälfte des Jahrzehnts anknüpfen und rutschte in den Abstiegskampf, dabei konnte Hales sich nicht als Stammspieler etablieren. Folglich kam es bereits nach einer Spielzeit zur Trennung, er kehrte nach London zurück und heuerte beim Ligakonkurrenten West Ham United an. Für diesen erzielte er in der Spielzeit 1977/78 zehn Saisontreffer, als Drittletzter des Endklassements stieg er mit den Hammers jedoch in die Second Division ab.
1978 kehrte Hales nach zwei Jahren in der höchsten Spielklasse zu Charlton Athletic zurück. Mit dem Klub stieg er am Ende der Spielzeit 1979/80 in die Drittklassigkeit ab, schaffte aber den direkten Wiederaufstieg und blieb ihm bis Anfang 1985 treu. Beim seinerzeitigen Drittligisten FC Gillingham ließ er anschließend seine Karriere ausklingen.